# Amtsgericht Gotha

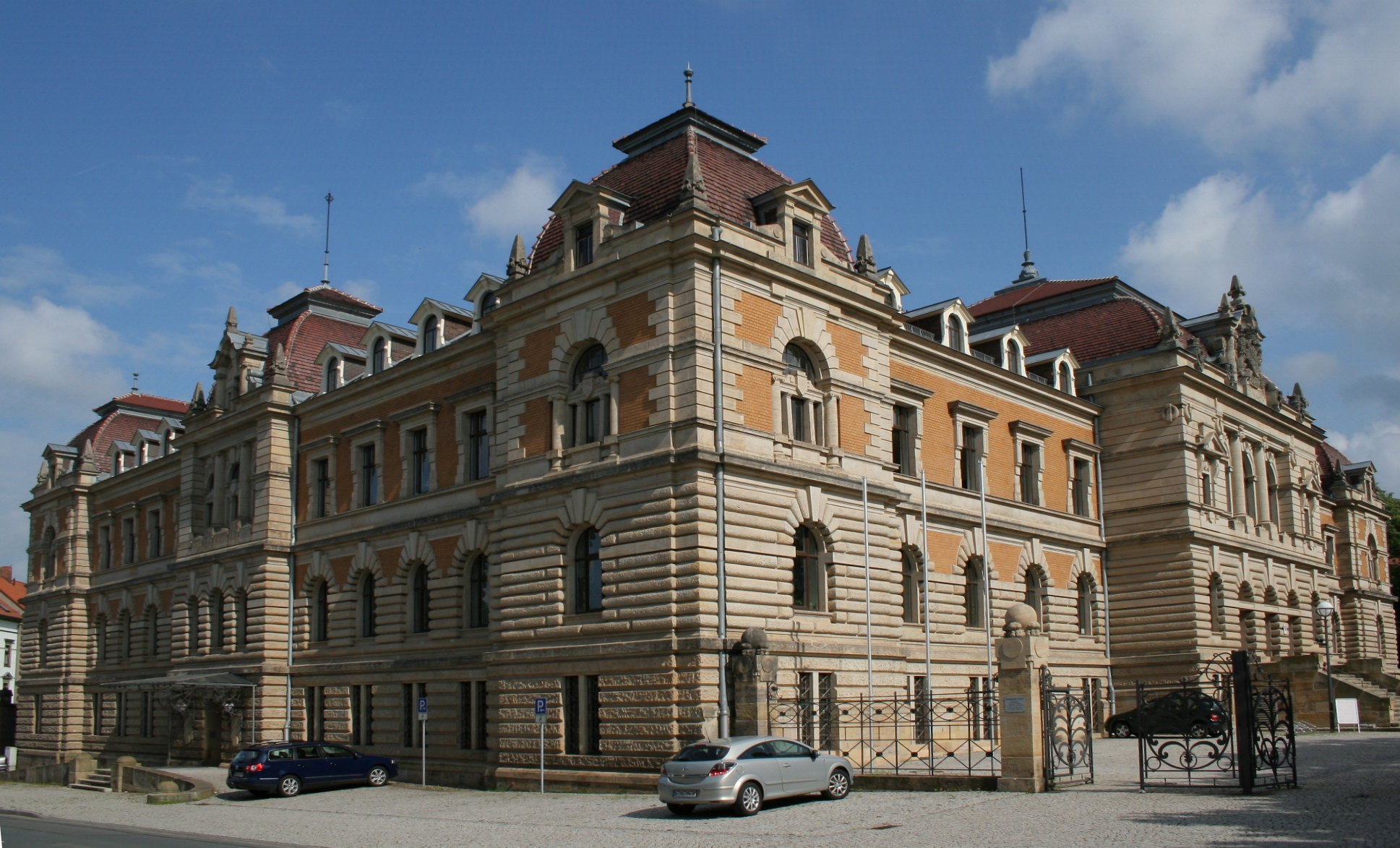
Amtsgericht Gotha (2007)

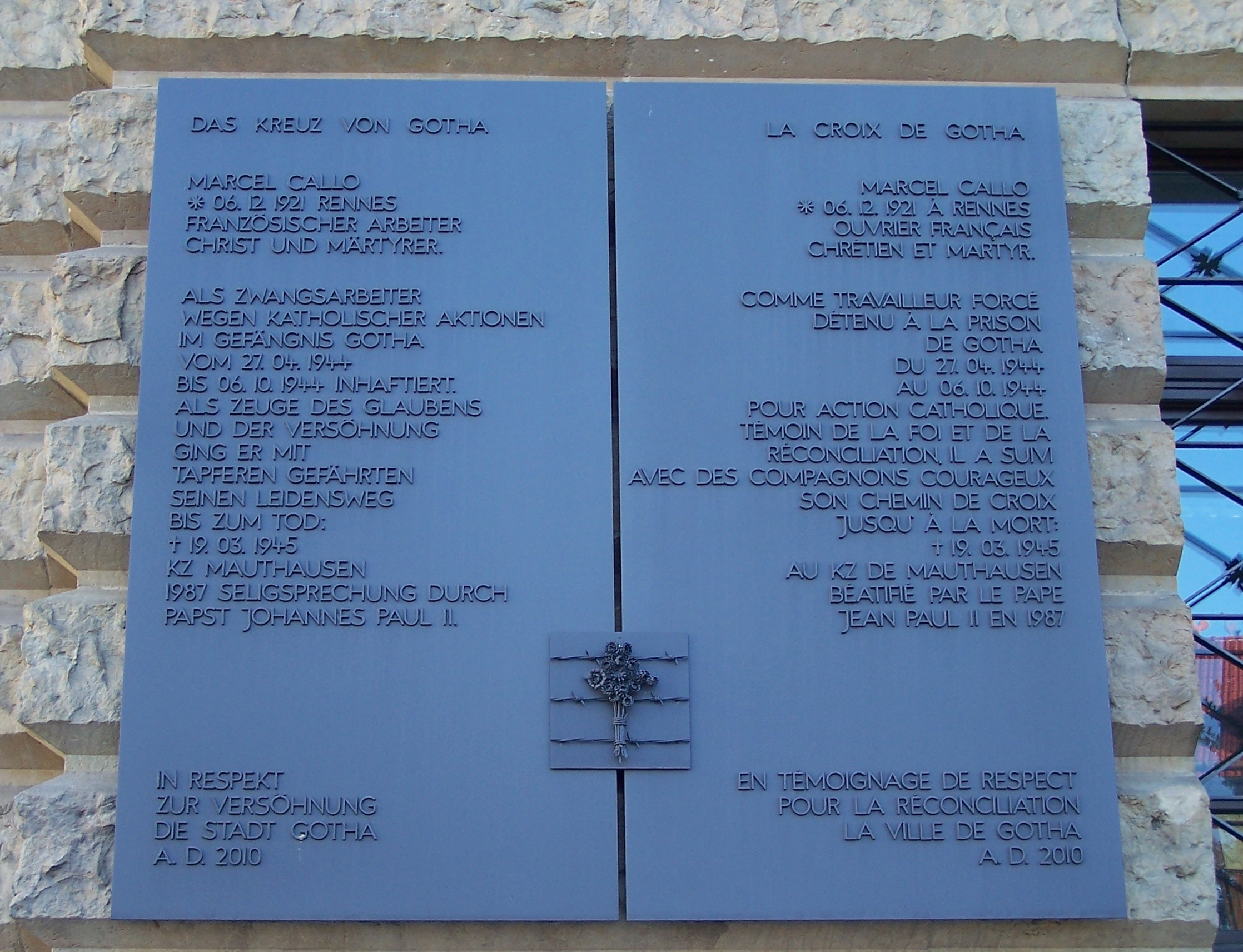
Gedenktafel

Das Amtsgericht Gotha ist ein Amtsgericht in Gotha im Bereich des Landgerichtes Erfurt. Es ist erstinstanzliches Gericht in Zivilsachen, Familiensachen und Strafsachen. Der Gerichtsbezirk entspricht dem Landkreis Gotha.

## Geschichte
Mit der Justiz- und Verwaltungsreform 1858 war im Herzogtum Sachsen-Coburg und Gotha die Trennung der Rechtsprechung von der Verwaltung durchgesetzt worden. Als Eingangsgerichte dienten nun die Stadtgerichte und Justizämter, als Instanzengericht das Kreisgericht Gotha. In Gotha bestanden das Stadtgericht Gotha und das Justizamt Gotha. Mit den Reichsjustizgesetzen wurde diese Gerichte 1879 aufgehoben und einheitlich Oberlandesgerichte, Landesgerichte und Amtsgerichte geschaffen. In Gotha entstand so das Amtsgericht Gotha. Es gehörte zum Sprengel des Landgerichtes Gotha. Während der Zeit des Nationalsozialismus wurde in einer Arrestzelle des Gerichtes auf Veranlassung der Gestapo der katholische französische Jugendpfarrer Marcel Callo fünf Wochen eingekerkert. An der Nordostecke des Hauptgebäudes befindet sich seit 2010 eine Gedenktafel in deutscher und französischer Sprache.
Im Jahre 1949 wurde das Landgericht Gotha aufgehoben und das Amtsgericht Gotha wurde dem Landgericht Erfurt zugeordnet. Das Amtsgericht Ohrdruf wurde mit Wirkung zum 1. Januar 1952 aufgehoben und sein Bezirk dem Amtsgericht Gotha zugelegt. Im Jahre 1952 wurden in der DDR die Länder abgeschafft und ein in Bezirke gegliederter Zentralstaat eingeführt. In diesem Zusammenhang wurden die bestehenden Gerichte abgeschafft und Bezirksgerichte auf Bezirksebene und Kreisgerichte auf Landkreisebene geschaffen. In Gotha wurde das Amtsgericht damit aufgehoben, und es entstand so das Kreisgericht Gotha, welches für den Kreis Gotha zuständig war. Es war dem Bezirksgericht Erfurt nachgeordnet. Nach dem Zusammenbruch der DDR wurden 1993 mit dem Thüringer Gerichtsstandortgesetz die Kreisgerichte, darunter das Kreisgericht Gotha, abgeschafft und das Amtsgericht Gotha wieder neu errichtet.

## Amtsgerichtsgebäude
Das Amtsgerichtsgebäude (Justus-Perthes-Straße 2) steht als Kulturdenkmal unter Denkmalschutz.